# ファイナルファンタジー レコードキーパー
ファイナルファンタジー レコードキーパー（FINAL FANTASY Record Keeper、略称: FFRK）は、スクウェア・エニックスとDeNAの共同制作によるスマートフォン（iPhone/Android）用ゲーム。基本プレイ無料（アイテム課金制）。

## 概要
ファイナルファンタジーシリーズのクロスオーバー的世界観によるソーシャルゲーム。
プレイヤーはDr.モグの弟子である主人公・デシとなり、Dr.モグのアドバイスやシドの武器・防具などの強化をもとに、封印された歴代ファイナルファンタジーシリーズ作品の世界を冒険し、モンスターとバトルをくり広げながら各世界にちりばめられた「絵画の記憶」を取り戻していく。

## システム

### キャラクター
登場するのは後掲するオリジナルキャラクターのほか、歴代「ファイナルファンタジーシリーズ」のキャラクター、名無しのジョブキャラクター、およびコラボイベントにて期間限定で入手できた『キングダム ハーツ シリーズ』のキャラクター。歴代「ファイナルファンタジーシリーズ」のキャラクターの中には、『FFI』のセーラ姫のような原作ではパーティーに加わらないNPCなども存在する。一部キャラクターには着せ替えが可能なドレスレコードが実装されている（能力の変化はない）。

#### レベル上限・レコードマテリア
レベルの上限は初期は50だが、「記憶結晶I」「記憶結晶II」「記憶結晶III」使用することでそれぞれ65・80・99と上限が解放される。
「記憶結晶I」を使用すると「レコードマテリア」が解禁され、各キャラクターがレコードマテリアを1つ入手する。それ以外にレベルが条件であったり、戦闘時確率入手であったり条件は異なるが、各キャラそれぞれが最大4つずつ入手できる。レコードマテリアは編成画面で1つのみ装備可能で、他のキャラクターで入手したレコードマテリアも装備可能。

#### レコードダイブ・レジェンドマテリア
「記憶結晶II」の使用で解禁される。消費アイテムごとにレア3フラグメントの「基本ジョブスフィア」、レア4フラグメントの「上位ジョブスフィア」、レア5フラグメントの「レジェンドスフィア」の3段階が存在し、レジェンドスフィアの解放でレコードマテリアよりも効果の高い「レジェンドマテリア」が入手できる。レジェンドマテリアはレコードマテリアと異なり2つ装備できるが、入手したキャラクターしか使用できない。また、装備品に付属している場合もある。
それとは別に、ジョブフラグメントを消費する「アドバンススフィア」が存在する。解放することで対応したジョブのレア6アビリティが入手でき、解放したキャラのみ装備が可能になる。

##### レコードボード・専用アビリティ
レコードダイブのさらに深い層。能力値の大幅強化が可能であり、一部キャラクターにはボード解放で使用が可能になる専用アビリティが設けられている。専用アビリティは通常のレア6アビリティ同様精錬等が可能だが、名前のとおりそのキャラクターしか使用できない。

#### 結晶水
結晶水を消費して、体力・力・防御・魔力・魔防・精神の6項目にステータス補正を振ることが可能。リセットはできない。

#### マギアクリスタル
レベル99に達すると解禁される。戦闘ごとにマギアExpが溜まり、上昇したレベル分がマギアポイントとして蓄積される。マギアポイントを消費することで各属性の属性強化と耐性、攻撃・魔力・防御・魔防・HP・精神にステータス補正を振ることが可能。リセットが可能だが14日間は再リセットはできない。

### バトル
パーティーは最大5人で編成する。隊列順は一部（敵の攻撃範囲など）を除いて影響ないが、前列・後列の区分は近接武器の与ダメージや直接攻撃の被ダメージに影響する。また、特定ダンジョンでは共鳴が発動し、対応したキャラクターのステータスが上昇する。
設定するものは武器・防具・アクセサリの装備品のほか、アビリティ2個・必殺技10個・レコードマテリア1個・レジェンドマテリア2個をそれぞれ設定することが可能。戦闘画面では各キャラクターコマンドが左から「たたかう」「ぼうぎょ」「左に装備したアビリティ」「右に装備したアビリティ」「必殺技」となり、必殺技は複数装備した場合はタップすると必殺技の選択画面になる。
その他設定できる項目として「魔石」や「ヒストリアクリスタル」があるが後述。

#### アビリティ
攻撃等を行うときに主となるもの。各属性の「オーブ」や「結晶」を使用して生成・精錬が可能で、高レアほど効果が高く最高はレア6。最大使用回数は召喚魔法が6、一部白魔法が12、それ以外が10。1つのダンジョンでは使用回数は引継ぎだが、レベルアップ等で回復する。

#### 必殺技
ゲージを貯める事によって発動可能となる。ゲージは敵を攻撃をしたり、アビリティを使用したり、攻撃を受けると増えるが、防御や味方を攻撃する時は増えない。「初期必殺技」を除いて装備品に付属しており、装備自体を入手しないと使用できない。また、誰でも使用可能な「共通必殺技」は、該当武器や防具を装備時のみ使用できる。また、「超必殺技」より上位の必殺技は、習得によってキャラクターのステータスが上昇する。
初期必殺技
1ゲージ消費。全てのキャラクターが最初から持っている固有必殺技で、必殺技アイコンにマークは付かない。
共通必殺技
1ゲージ消費。武器や防具に付属しており、装備できるキャラが装備すれば誰でも使用可能。必殺技アイコンにマークは付かない。
ヴァルキリーアナトミア -ジ・オリジン-とのコラボで実装された共通必殺技は超必殺技で、必殺技アイコンにも「+」が付されており、使用時に2ゲージ消費する。
専用必殺技
1ゲージ消費。初期に実装された必殺技で、必殺技アイコンは「初期必殺技」と同じ。
超必殺技
専用必殺技から発展した必殺技カテゴリ。
超必殺技
2ゲージ消費。必殺技アイコンに「+」が付与。専用必殺技より効果が高い必殺技。
バースト超必殺技
2ゲージ消費。必殺技アイコンに赤い炎が付与。必殺技使用後に「たたかう」「ぼうぎょ」がそれぞれ固有の「バーストアビリティ」に変化する。
オーバーフロー超必殺技
1ゲージ消費。必殺技アイコンに緑の上矢印が付与。与ダメージの上限を突破し、99999までのダメージを与えることが可能。
リミットチェイン超必殺技
2ゲージ消費。必殺技アイコンに鎖が付与。使用後は一定時間特定条件を満たす攻撃の威力がアップし、ヒット数を稼ぐと徐々にダメージが上昇していく。大きく分けて、属性を対象にしたものと、シリーズキャラを対象にしたものが存在する。
超絶必殺技
超必殺技からさらに発展した必殺技カテゴリ。
超絶必殺技
2ゲージ消費。必殺技アイコンに「++」が付与。超必殺技よりさらに効果が高く、キャラ固有の特殊モードが設定されている場合も多い。
ブレイブ超絶必殺技
2ゲージ消費。必殺技アイコンは通常の超絶必殺技と同じ。必殺技使用後に「たたかう」が固有の「ブレイブアビリティ」に変化し、使用するとブレイブレベルに応じた効果を発動する。ブレイブレベルは特定アビリティを使用することで上昇し最大は3、必殺技使用直後は2が付与され、ブレイブアビリティを使用すると0になる。
閃技
即時発動を特徴とする必殺技カテゴリ。名称は同じだがレア5装備とレア6装備で特色が異なる。
レア5装備
1ゲージ消費で3回まで使用可能。必殺技アイコンに付されるマークの色は緑。
レア6装備
ゲージを消費せず1回のみ使用可能。必殺技アイコンに付されるマークの色は青。
奥義
超絶必殺技よりさらに効果の高い必殺技カテゴリ。共通して1戦闘で1回のみ使用可能。
オーバーフロー奥義
3ゲージ消費。必殺技アイコンに「^」2つと上向き矢印が付与。20回攻撃＋限界突破1回、あるいは限界突破3回が基本となっている。
覚醒奥義
2ゲージ消費。必殺技アイコンに「^」2つと「すっぴん」キャラクターアイコンが付与。使用することでアビリティ使用回数が無限となり、そのほか様々な効果が発動する。一部ブレイブ超絶必殺技と同じブレイブモードを持つものも存在する。
シンクロ奥義
2ゲージ消費。必殺技アイコンに「^」2つと「S」を模したアイコンが付与。必殺技使用後に「たたかう」「ぼうぎょ」がそれぞれ固有の「シンクロアビリティ」に変化し、それぞれが条件を満たすと通常アビリティの左右とシンクロする。シンクロするとシンクロアビリティに続いて通常アビリティが発動する。
リミットブレイク・オーバーフロー
キャラ固有の必殺ゲージではなく、パーティ共有の「リミットゲージ」を消費して使用する。必殺技アイコンに青緑の上矢印が付与。

#### フレンド召喚とそれに類するシステム
ダンジョン突入時に選択したフレンドが設定した必殺技を一定回数使用することができるシステム。以前はほとんどのダンジョンで使用することができたが、現在ではノーマルダンジョンでは規定の必殺技から選択する方式で、魔石やナイトメア等の高難度ダンジョンではウララやDr.モグをフレンド代わりに借りる方式に変わっている。
| ダンジョン名称         | フレンド召喚 | ウララorDr.モグの力 | その他 | 備考                                                                                    |
| ---------------------- | ------------ | ------------------- | ------ | --------------------------------------------------------------------------------------- |
| ノーマルダンジョン     | ×            | ×                   | ○      | 難易度ごとに予め用意された英雄の力を借りる。以前はフレンド召喚が使えた。                |
| レコードダンジョン     | △            | ×                   | ×      | 記憶の絵画のみフレンド召喚が使える。                                                    |
| イベントダンジョン     | △            | △                   | △      | フレンド召喚が使用可能な場合が多いが、一部特別なイベントではDr.モグの力を借りる場合も。 |
| パワーアップダンジョン | ○            | ×                   | ×      | -                                                                                       |
| 深淵ダンジョン         | ○            | ×                   | ×      | -                                                                                       |
| 魔石ダンジョン         | ×            | ○                   | ×      | 魔石ダンジョンの攻略度合いに応じて、ウララの力の種類が解放される。                      |
| フラグメントダンジョン | ×            | ○                   | ×      | -                                                                                       |
| カルディアダンジョン   | ×            | ○                   | ×      | -                                                                                       |

#### オーバードライブ
魔石ダンジョンとナイトメアダンジョンと幻夢ダンジョンと絶夢ダンジョンで発動する効果。1ダンジョンごとにミスリル5個か、291ジェムが必要になるが、一部のダンジョンでは無料で解放できる。効果は以下通り。
1. アビリティの使用回数が2回上がる。
2. 必殺技ゲージが2つ溜まった状態になる。
3. 攻撃力・魔力・精神・物理防御力・魔法防御力・最大HPがアップする。

#### 魔石・ヒストリアクリスタル
魔石は「魔石ダンジョン」をクリアすることで使用可能。戦闘中に魔石の力を借りると攻撃し、加えて属性強化・弱体化・被ダメージバリアなどの恩恵を受ける。発動後も一定時間ごとに行動し、時間経過で効果が終了する。また、装備すること自体でステータスアップや属性強化などの効果を発揮する。魔石自体にもレベルがあり、同じ魔石を重ねることで上限が解放される。
ヒストリアクリスタルは魔石との選択で設定が可能で、魔石よりシリーズに特化した効果を発揮する。ヒストリアクリスタルにもレベルがあるが、それ以上に「ヒストリアリンク」が重要になる。ヒストリアリンクは各シリーズのキャラクターを設定することでリンク共鳴（＝効果）が上がり、各キャラで上昇するリンク共鳴の値はレコードダイブや結晶水等の条件達成で上昇する。

### 交換所
記憶の研究所
アニマレンズと交換で、一部の装備品等を入手することが可能。アニマレンズはLv1・2・3・EXの4つが存在し、1～3は各装備との交換に使用するが付属する必殺技によって必要なレアリティと数が異なり、EXは専用アビリティ解放に必要な「記憶のサファイア」と交換できる。
儀式の間
英雄を召喚できる「英雄の魂」、限界突破に必要な記憶結晶が入手できる「記憶結晶の原石」を消費して、キャラクターや限界突破素材を入手できる。
デブチョコボの交換所
主にパワーアップダンジョンで入手できる「ギサールの野菜」を使用して、様々なアイテムと交換できる。
カイトの交換所
余りがちなフラグメントやダークマターを様々なアイテムと交換できる。
神器の古城
「神器の石版」を消費して、効果の高い武器神器を入手できる。共鳴すると全属性強化するシリーズ神器を入手できる「古記の間」、常時単属性を強化する神器を入手できる「万象の間」の2つが存在。
歴史省の練成所
「記憶のルビー」を消費して、レア6アビリティの素材を入手できる。以前は各種フラグメントも入手できた。

## ダンジョン

### ノーマルダンジョン
シリーズごとにヒストリーダンジョンとフォースダンジョンが用意されており、ヒストリーダンジョンをクリアすると、より高難易度のフォースダンジョンが解放される仕組みである。ちなみに、ナンバリングが小さいほど難易度が低いというわけではない。
2018年6月の時点では、I～XV、FFT、DCVII、CCVII、X-2、XIII-2、零式のダンジョンがプレイ可能となっている。

### レコードダンジョン
他のダンジョンと違いバトルではなくストーリー展開に重点をおいたダンジョン。
各島にある崩壊画と呼ばれる絵画の世界を冒険し、崩壊画を修正していくことが主な目的となる。崩壊画の世界に入ったデシ達には何らかの役割が与えられ（例としてFF7の世界ではアバランチ、FF6の世界では帝国に潜入したリターナーとなる）、原作の重要イベントにデシ達が参加する。原作では語られなった描写が追加されている場合もある。
レコードダンジョン では、固定されたメンバーで挑む事になるが、スタミナ消費は無い。

### イベントダンジョン
チャレンジ、コレクション、サバイバル、スペシャルの4種類。また稀にコラボダンジョンもある。
開催期間ごとに、1つのシリーズがフィーチャーされ（終わる前に新しいものが開始され、期間が被る場合もある）、そのシリーズのキャラや記憶結晶、ドレスレコードなどが入手できるようになる。ヒストリーとフォースに分かれており、クリアーしたヒストリーと同じフォースのバトルがプレイ可能となる。たまに、そのシリーズ対象の経験値ダンジョンが用意されている。
コレクションイベントの場合は、クリアするごとにもらえるアイテムを集め、集めた数に応じたキャラやアイテムと交換できるようになる。
スペシャルイベントは年始やゴールデンウィークに開催され、オーブやギル、経験値が莫大に稼げるようになっている。

### パワーアップダンジョン
曜日ごとにオーブやギル、経験値、武器防具の強化素材などがもらえるようになっている。また、ギサールの野菜も入手することができるようになっており、集めた数によってデブチョコボの交換所でオーブ、強化・進化素材、グロウエッグ、スタミナのかけら、記憶結晶、ギルなどと交換できる。期間限定でミスリルやフラグメント、極大オーブやアクセサリーとも交換できるようになっている。

### 深淵・魔石ダンジョン
深淵の間と魔石の記憶の2構成により構成されたダンジョン。
深淵の間
「深い記憶世界で特に強力な敵と戦うダンジョン」。ノーマルダンジョン内のⅥの「北野炭鉱」（ヒストリー）をクリアすることで挑戦可能となる。全部で12の「記憶」が用意されており、それぞれ5つのバトルが用意されている。最初の4つは好きな順番でプレイ可能だが、4つ全てをクリアしないと、5つ目のバトルには挑戦不可能。また、5つ目のバトルにはそれぞれ「ギミック」が用意されており、そのギミックを解析しないと倒すのが難しくなっている。また、2019年からは難易度が補正されてさらに難しくなったり、優しくなったりした。バトルにクリアすると、★6のアクセサリや記憶結晶などがもらえ、5つ目のバトルに勝利すると、★6のアビリティの記憶が解放され、該当するアビリティの生成が可能となる。最初の4つのバトルでは、シリーズごとに共鳴するが、5つ目のバトルでは該当する特性を持っているキャラが「深淵の力」が発動し、ステータスのみではなく、装備可能な武器・防具・アクセサリ全てがシリーズに関係無しに強くなり、クリア後の経験値も多くなる。
魔石の記憶
「深淵よりさらに深い記憶の世界で、非常に強力な敵と戦うダンジョン」。深淵の間の全てのダンジョンをクリアすることで挑戦可能となる。また、挑戦するにはスタミナ以外にも一日一個入手できる「魔石のキーストーン」が必要だったが、現在は廃止されている。魔石ダンジョンではコンティニューは不可。

### フラグメントダンジョン
レア3・4・5のフラグメントを入手できるダンジョン。コンティニューは不可。

### カルディアダンジョン
シリーズごとに分かれた高難度ダンジョン。シリーズの記憶の共鳴が多いほど敵が弱体化する。コンティニューは不可。また、常に防御と魔防がアップする。
幻夢
以前は不定期開催のイベントダンジョンだったが、現在はいつでも挑める。
ナイトメアダンジョン
以前はルールが異なっていた。旧ナイトメアダンジョンは過去に存在したダンジョンを参考。
絶夢
全員が同じシリーズのキャラクターで無いと敵が弱体化せず、違うシリーズのキャラクターに対しては、耐性無視のストップ状態になる。

### ラビリンスダンジョン
巨大な絵画内に広がる大迷宮ダンジョン。パーティーは3つメンバーで挑む事になる。記憶の摩耗が7以上になると、パーティーが弱体化する他、2以下だと、パーティーが強化されるようになる。
迷宮の回廊
ラビリンスダンジョンに出現するモンスターは今までに登場したモンスターがランダムで登場する。また絵画によってイベントが発生する。
回廊の狭間
バトルのみのダンジョンとなっている。バトルルールは属性は魔石ダンジョンと同じ。シリーズは絶夢ダンジョンと同じ。

### クリスタルダンジョン
日本国内版のみ実装されたダンジョン、いずれもコンティニュー不可
古記の扉
歴代のラスボスが強化された状態で戦う事ができる。バトルルールは絶夢と同じ。
万象の扉
ff7のバハームトとff8のエデンと戦う事ができる。バトルルールは魔石ダンジョンと同じ。
天明の扉
job縛りで戦う事になるダンジョン。

### 過去に存在したダンジョン
旧ナイトメアダンジョン
最初に雑魚バトルが4連続続いたあと、ボス戦に突入する。ボスは特定の属性が弱点となっている。コンティニューは不可。
フルスロットダンジョン
必殺技ゲージは6つ貯まった状態でバトルが開始するが、バトル中に必殺技ゲージを貯める事はできない。コンティニューは不可。
討伐戦
マルチプレイが可能なダンジョン。マルチプレイではリーダー1人とメンバー3人までの合計最大4人での共闘で、各プレイヤーが2キャラずつの合計8キャラで挑むことになる。戦闘中にリーダーの通信が途絶えた場合は強制終了。メンバーの通信が途絶えた場合は、当該メンバーが設定したキャラクターの操作はリーダーに移るが、メンバー全員の通信が途絶えた場合も強制終了となる。なお、リーダーとメンバーでは消費スタミナ・クリア報酬が異なる場合もあった。
シングルプレイでの挑戦も可能だが、他のダンジョンは異なり、魔石及びヒストリアクリスタルが使用不可。

## 登場人物
デシ（デフォルト名/変更可）
本作の主人公。Dr.モグの一番弟子で、絵画の記憶を取り戻す為に記憶の世界へ向かう。「さすがです！」が口癖。
Dr.モグ
主人公の師匠で歴史省のトップ。新システムの紹介を担当しているモーグリ。フレンド召喚が使えない一部ダンジョンでは専用の必殺技を発揮することができる。また、2020年4月1日のエイプリルフールイベントでは伝説のレコードキーパーと思われていたが、デシの夢の話だと判明した。
シド
主にアビリティや装備の生成と強化を担当している。戦闘には参加しない。彼の開発した飛空艇には本人のこだわりで武装が搭載されていない。
ウララ
魔石の間の奥に封印されていた記憶喪失の少女で、不思議な力を持っている。
シャドウスミス
魔石の間の事件でデシたちに協力した魔法省の特務長官。後に敵として登場する。
ビッグス
魔法省の特務官。大雑把で粗暴な性格だが、生真面目な一面もある。美人に弱い。
ウェッジ
魔法省の特務官。ちゃっかりした性格だが、根はやさしい。語尾に「〜っス」とつけるのが特徴。
プッスン
崩壊画の探索の際にデシとウララによって保護されたヒメチョコボ。
ウル
崩壊画の中で歴史の改竄を行うフード姿の男。
ヨルズ
崩壊画の中で歴史の改竄を行うフード姿の女。
ネミングウェイ
ウララの前にだけ姿を現す謎のウサギ。自称「すべてを知るもの」。
カイト
記憶の遺跡を巡るトレジャーハンター、モットーは「ギブアンドテイク」
バハムート
試練を与える竜王
邪神
混沌の軍勢を率いる神

## 他作品とのコラボ
ゲーム内でコラボダンジョン、コラボ装備召喚など本作品で取り上げられているファイナルファンタジーシリーズ以外の作品を用いた期間限定の企画が行われている。
ロマンシング サ・ガ
コレクションダンジョン「マルディアスの邪神」
ファイナルファンタジー ワールドワイドワーズ
コレクションダンジョン「秘されし言葉の迷宮」
ピクトロジカ ファイナルファンタジー
コレクションダンジョン「光の戦士たちのメモリア」
聖剣伝説2
コレクションダンジョン「マナに宿りし記憶」「異次元の扉～聖樹を護りし剣～」
剣と魔法のログレス
コレクションダンジョン「剣と魔法の王国」
メビウス ファイナルファンタジー
コレクションダンジョン「異次元の扉輪廻の光」「異次元の扉　異端の魔女」
ロマンシング サ・ガ2
コレクションダンジョン「異次元の扉～伝承の七英雄～」
ファイナルファンタジーグランドマスターズ
コレクションダンジョン「ヴァナ・ディール冒険譚」
ワールド オブ ファイナルファンタジー
コレクションダンジョン「幻想世界グリモワル」
ファイナルファンタジー レジェンズII
コレクションダンジョン「異次元の扉～時を超える絆～」
キングダム ハーツ
コレクションダンジョン「異次元の扉～繋がる心～」
ヴァルキリーアナトミア -ジ・オリジン-
チャレンジダンジョン「異次元の扉～戦乙女の降臨～」
OCTOPATH TRAVELER
チャレンジダンジョン「異次元の扉 ～交わる旅路～」
星のドラゴンクエスト
コレクションダンジョン「異次元の扉 ～勇者たちの旅路～」